# Callechelys cliffi
Callechelys cliffi is een  straalvinnige vissensoort uit de familie van slangalen (Ophichthidae). De wetenschappelijke naam van de soort is voor het eerst geldig gepubliceerd in 1954 door Böhlke & Briggs.
De soort staat op de Rode Lijst van de IUCN als Onzeker, beoordelingsjaar 2007.